# Retroclone

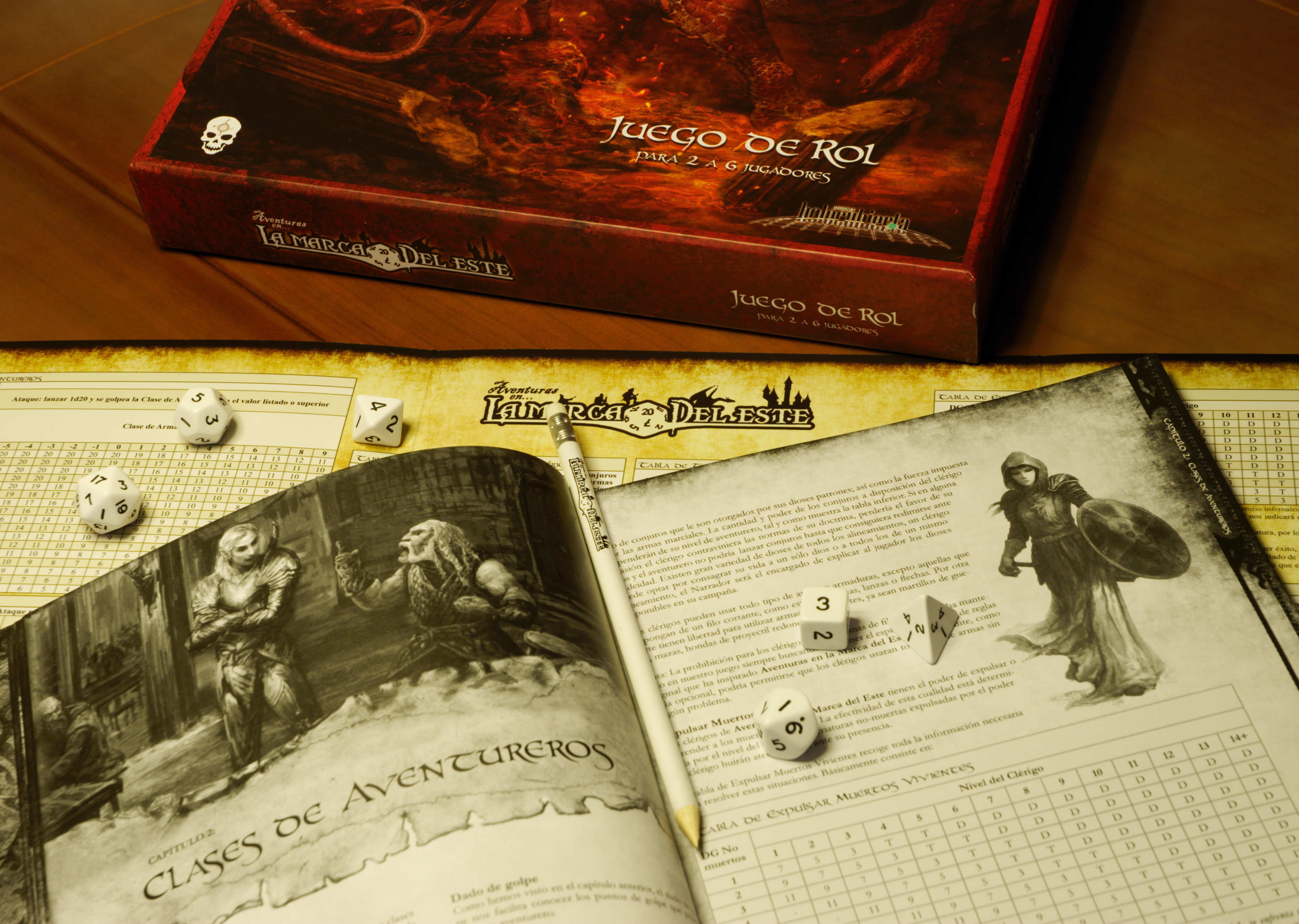
Aventuras en la Marca del Este, retroclone espanhol

Retroclone (ou retro-clone) é o nome dado a um jogo de RPG de mesa, que busca reproduzir, da forma mais fiel possível e dentro dos limites legais, os princípios e as regras de jogos mais antigos.
O termo é geralmente utilizado para se referir a RPGs, mas ocasionalmente também aparece no contexto dos video games, em um sentido semelhante ao do retrogaming.
Devido à sua popularidade e da flexibilidade permitida pela Open Game License e pelo System Reference Document, a maioria são variantes de Dungeons & Dragons: OSRIC é um retroclone de Advanced Dungeons & Dragons, Labyrinth Lord é um retroclone de Dungeons & Dragons nas versões Basic e Expert,  Dark Dungeons é um retroclone de Dungeons & Dragons Rules Cyclopedia e seu suplemento, Wrath of the Immortals, Swords & Wizardry é um retroclone da primeira versão do jogo, no entanto, existem retroclones que se baseiam em outros sistemas, é o caso do  4C System, que incorpora as regras do FASERIP system, lançado para o jogo Marvel Super Heroes, que também foi publicado pela TSR, Inc.. O jogo brasileiro Old Dragon é definido como retro-golem, uma vez que não se baseia em uma versão específica de Dungeons & Dragons, as regras são oriundas de várias edições do jogo. A criação e promoção de retroclones faz parte de um movimento maior, mais conhecido como Old-School Renaissance (abreviadamente OSR).

## Lista de Retroclones

Logo do movimento Old-School Renaissance

### Baseados em D&D

##### OSRIC
Abreviação de Old School Reference and Index Compilation ("Compilação de Referências e Índices da Velha Escola"), é um retroclone de Advanced Dungeons & Dragons. A primeira edição foi organizada inicialmente por Matthew Finch e finalizada por Stuart Marshall, sendo publicada em 2006. Uma segunda edição saiu em 2008. As regras estão disponíveis gratuitamente em PDF no site oficial. Em junho de 2009, uma versão com capa dura passou a ser vendida via impressão sob demanda no Lulu.com.

##### Labyrinth Lord
Escrito por Daniel Proctor e publicado pela Goblinoid Games, emula as regras das versões Basic e Expert de Dungeons & Dragons editadas por Tom Moldvay. A primeira edição foi lançada em 2007 e uma segunda em 2009. Diferente do original, que ia até o 14º nível, este permite avançar até o 20º. Pode ser baixado gratuitamente ou adquirido via impressão sob demanda no Lulu.com.

##### Spellcraft & Swordplay
Publicado em 2008 pela Elf Lair Games e escrito por Jason Vey (autor com trabalhos em All Flesh Must Be Eaten, Nightbane e Castles & Crusades), recria a edição original de Dungeons & Dragons de 1974, incluindo o sistema de combate derivado de Chainmail, em vez do sistema d20 que se tornou padrão em D&D. Está disponível via impressão sob demanda. Uma versão gratuita, chamada basic (permitindo jogar até o 3º nível), foi lançada online em 2011.

##### Swords & Wizardry
Publicado pela Mythmere Games em 2008 e escrito por Matthew Finch, também é um clone do Dungeons & Dragons de 1984. Uma versão gratuita pode ser baixada no site oficial. Em 2009, ganhou o prêmio ENnie Award de prata como melhor produto gratuito.

##### Mazes & Perils RPG
Escrito por Vincent Florio e publicado pela WG Productions em 2011, é baseado na edição de Dungeons & Dragons de 1977 editada por J.E. Holmes. Uma versão gratuita está disponível no site da editora. Em 2012, foi publicada uma revisão das regras, que ganhou o ENnie Awards 2013 de melhor produto gratuito. Diferente do original, que só ia até o 3º nível, permite alcançar o 12º.

##### BLUEHOLME Prentice Rules
Escritas por Michael Thomas e publicadas pela Dreamscape Design em 2013, também são baseadas na edição de Dungeons & Dragons de 1977. As regras podem ser baixadas gratuitamente.

##### Aventuras en la Marca del Este
Jogo de RPG publicado na Espanha pela Holocubierta Ediciones e distribuído na Itália pela Red Glove. É um retroclone do Dungeons & Dragons Basic Set.

#### Baseados em Outros Sistemas

##### Double Zero
Escrito por Berin Kinsman, é um clone de James Bond 007 (1983), da Victory Games.

##### 4C System
Escrito por Phil Reed,  é um clone do jogo Marvel Super Heroes (Jeff Grubb, 1985), da TSR.

#### GORE
Acrônimo de Generic Old-school Role-playing Engine ("Motor Genérico de RPG da Velha Escola"), é um clone do Basic Role-Playing da Chaosium.

#### Mutant Future
Escrito por Ryan Denison e Daniel Proctor, é uma variante do Labyrinth Lord que recria jogos de ficção científica como Gamma World e Metamorphosis Alpha, da TSR.

##### ZeFRS
Acrônimo de Zeb's Fantasy Roleplaying System ("Sistema de RPG de Fantasia de Zeb"), é um clone do Conan RPG (David "Zeb" Cook, 1986), publicado pela TSR.

##### 8-Bit Dungeon: An Adventure Game of Funny-Shaped Dice
Escrito por Levi Kornelsen e lançado em 2005, recria em forma de RPG o espírito do primeiro jogo da série Final Fantasy.

##### Defenders of Old Dragon
Escrito por  Ricardo Cavassanee, clone de versões iniciais de Defensores de Tóquio.